# Douds
Douds è un centro abitato e un Census-designated place (CDP), situato nella Contea di Van Buren, nello Stato dell'Iowa. Al censimento del 2000, contava 165 abitanti.

## Geografia fisica
Douds è situata a 184 m s.l.m. e, secondo l'United States Census Bureau, ha una superficie di 6 km2.